# Nakumatt
Nakumatt (abréviation de « Nakuru Mattress », litt. « Matelas de Nakuru » en anglais) était une enseigne de grande distribution kényane qui possédait des points de vente dans six pays de l'Afrique de l'Est. La taille des points de vente allait de la supérette à l'hypermarché.

## Historique
Le premier point de vente est ouvert en 1987 à Nakuru par Atul Shah, un kényan dont la famille est d'origine indienne. le nom Nakumatt est issu de Nakuru Matress, le nom du magasin qui était tenu par son père, Maganlal Shah, à Nakuru. La société a possédé 46 points de vente en Afrique de l'Est.
Le 28 janvier 2009, un point de vente du centre de Nairobi est complètement détruit dans un incendie qui fait treize tués sur place auxquels viennent s'ajouter douze personnes dans les hôpitaux.
En septembre 2013, le supermarché Nakumatt du centre commercial Westgate est soumis à l'attaque terroriste qui s'est déroulée entre le 21 et le 24 septembre.
En décembre 2019, le dernier magasin ferme définitivement ses portes et les créanciers de la société décident de sa liquidation le 7 janvier 2020.